# Carajas paraua
«  Carajas (genre) » redirige ici. Pour les autres significations, voir Carajas.
Genre
Espèce
Carajas paraua, unique représentant du genre Carajas, est une espèce d'araignées aranéomorphes de la famille des Caponiidae.

## Distribution
Cette espèce est endémique du Pará au Brésil,. Elle se rencontre à Parauapebas dans des grottes de la Serra dos Carajás

## Description
Carajas paraua est anophtalme. Le mâle holotype mesure 4,2 mm et la femelle paratype 4,3 mm.

## Publication originale
- Brescovit & Sánchez-Ruiz, 2016 : Descriptions of two new genera of the spider family Caponiidae (Arachnida, Araneae) and an update of Tisentnops and Taintnops from Brazil and Chile. ZooKeys, no 622, p. 47-88 (texte intégral).